# Storia culturale
La storia culturale è uno specifico metodo di ricerca storica sviluppatosi nel corso del XIX e XX secolo. Insieme alla storia politica, alla storia delle idee, alla storia economica e a quella sociale, essa rappresenta uno dei filoni più importanti della storiografia tradizionale.
La storia culturale si caratterizza per un'attenzione particolare verso fattori quali la mentalità, le credenze, le pratiche e le usanze dei popoli.

## I significati della parola "cultura"
Per capire in cosa consista questo tipo di ricerca storica è necessario chiarire il significato del concetto di cultura.
Tradizionalmente il termine "cultura" è stato associato al grado di istruzione individuale ed al bagaglio di conoscenze delle singole persone. Possiamo capire questo significato attraverso espressioni quali: «un uomo dalla grande cultura», «la cultura è da preferirsi alla barbarie», etc.
Questo significato di cultura "alta" e individuale riferito all'istruzione e alle facoltà intellettive dei singoli è rimasto pressoché invariato fino al XIX secolo. Soltanto in età romantica esso è stato affiancato da una seconda accezione "bassa" e popolare. Nel corso dell'Ottocento il termine iniziò infatti ad esser riferito a quell'insieme di pratiche, di costumi e di valori condivisi e caratterizzanti una specifico gruppo umano. Questo secondo concetto collettivo, sociale ed antropologico assunto dalla parola "cultura" è comprensibile con espressioni come «la cultura occidentale», «la cultura borghese», «un mondo multiculturale», etc.

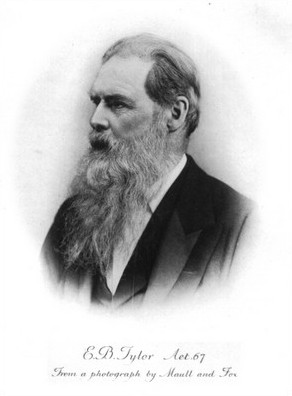
Edward Burnett Tylor

A questo proposito è stato fondamentale il lavoro dell'antropologo britannico Edward B. Tylor che nel 1871 ridefiniva l'idea di cultura come «quell'insieme complesso che include la conoscenza, le credenze, l'arte, la morale, il diritto e qualsiasi altra capacità e abitudine acquisita dall'uomo come membro di una società». Il lavoro di Tylor viene considerato pionieristico nel quadro dei cosiddetti cultural studies, risultando addirittura fondativo per alcune discipline come l'antropologia culturale. Gli studi di Tylor hanno determinato una netta suddivisione tra due piani su cui intendere il concetto di cultura: la cultura "alta" riferita all'istruzione e all'erudizione dei singoli individui e la cultura "bassa" o popolare che racchiude tutte le usanze e le caratteristiche materiali e immateriali di una precisa civiltà.
La storia culturale – affiancandosi alle scienze sociali e antropologiche – studia appunto la cultura collettiva di popoli e civiltà del passato, lasciando ad altre discipline come la filosofia, la psicologia, la storia del pensiero e delle idee, il compito di occuparsi della cultura "alta" riferita alla singola persona e al grado di conoscenze individuali.
Il concetto tyloriano di una cultura socialmente condivisa è stato ridefinito e approfondito nel corso dei decenni. Possiamo riportare la definizione che Peter Burke, professore di Cultural history all'Università di Cambridge, ha fornito in un saggio del 1978: «[la cultura è] un sistema di significati, atteggiamenti e valori condivisi, unitamente alle forme simboliche (azioni, manufatti) in cui essi si esprimono e si traducono».

## Le origini della storia culturale
I primi lavori che possono esser collegati, per quanto riguarda metodi e tematiche, alla cosiddetta storia culturale sono rintracciabili sin dagli albori della storiografia.
Erodoto, considerato tradizionalmente il “padre della storia”, nella sua opera più rappresentativa - le Storie scritte tra il 440 e il 429 a.C. - descrisse in modo articolato la cultura e i costumi di alcune popolazioni straniere come egiziani, persiani e sciti.
Qualcosa di simile fece anche Sima Qian (140 - 87 a.C.), il primo grande storico dell'Estremo Oriente, che nel suo libro Shiji (tradotto come Memorie Storiche), registrò una particolareggiata analisi delle abitudini, delle tradizioni e dello stile di vita delle tribù mongole che vivevano ai margini dell'Impero cinese.
In questo senso dei resoconti storici di impronta culturalista sono presenti in opere storiografiche di qualsiasi età e di qualsiasi genere. Tuttavia soltanto a partire dal XIX secolo iniziarono a comparire dei saggi storici interamente costruiti intorno all'analisi culturale delle civiltà del passato.

## I classici della storia culturale
Lo storico inglese Peter Burke definisce la «storia culturale classica» come l'insieme delle opere storiche di impronta culturale prodotte indicativamente tra il 1800 e il 1950. Le opere di storia culturale redatte in questo periodo condividono l'idea di fondo che lo storico - ovvero lo storico delle culture - debba descrivere quello che, citando il sottotitolo di Victorian England del 1936 di G.M. Young (per l'appunto una tra le opere più significative di questo filone di studio), viene definito il «ritratto di un'epoca». Il compito dello storico culturale diventa quello di analizzare la cultura dominante di una precisa epoca storica, ovvero ciò che Hegel aveva definito zeitgeist, «lo spirito del tempo». La storia culturale classica (possiamo chiamarla anche ottocentesca), predilesse lo studio della cultura "alta" e le opere artistiche e letterarie divennero le fonti privilegiate per la ricerca dello storico.
Oltre a Victorian England di Young, due sono soprattutto le opere fondamentali che rappresentano l'età classica della storia culturale: La civiltà del Rinascimento in Italia dello svizzero Jacob Burckhardt, la cui prima edizione risale al 1860, e Autunno del Medioevo pubblicato nel 1919 dallo storico olandese Johan Huizinga.

### Jacob Burckhardt,La civiltà del Rinascimento in Italia

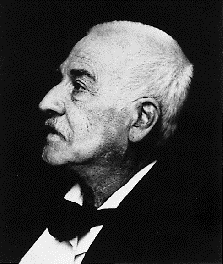
Burckhardt nel 1892

Die Kultur der Renaissance in Italien è un'opera pubblicata nel 1860 dallo studioso svizzero Jacob Burckhardt. Questo saggio ha determinato l'inizio della definizione contemporanea di Rinascimento come grande movimento di rinnovamento della civiltà europea la quale, grazie ad esso, abbandonava l'oscura cultura medievale. Il termine "Rinascimento" era stato coniato poco meno che un ventennio prima, in un'opera del 1841 dello storico francese Jules Michelet. Burckhardt approfondì la ricerca di Michelet descrivendo il Rinascimento come il momento di rottura attraverso cui l'Europa si lasciò alle spalle i secoli bui del Medioevo, proiettandosi verso la cultura dell'età moderna.
L'indagine storica di Burckhardt si presenta come una ricerca di tipo culturale, dal momento che l'autore si impegnò a ridurre la storia degli eventi ad un ruolo estremamente marginale, analizzando al contrario soltanto le manifestazioni artistiche e culturali di quel periodo storico. Anche la politica (e ancor di più l'economia) vennero sostanzialmente trascurate in favore dello studio di fattori esclusivamente culturali. Burckhardt analizzò una serie di elementi caratterizzanti quell'età che egli chiamò «fattori costanti e tipici», ricercandone le varie espressioni che potevano trapelare dalla produzione artistica del periodo.

### Johan Huizinga,Autunno del Medioevo

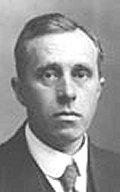
Johan Huizinga

Lo storico olandese Johan Huizinga criticò non poco l'interpretazione burckhardtiana del Rinascimento – che riteneva fosse stato distaccato troppo bruscamente dall'epoca medievale che lo precedeva – ma ne accolse il metodo di ricerca. Come Burckhardt, anche Huizinga concentrò la sua analisi storica sulla ricerca dei sentimenti e dei valori delle civiltà del passato attraverso la lettura e l'interpretazione delle opere d'arte e dei componimenti letterari risalenti a tal periodo. Le fonti letterarie, ovvero i grandi capolavori di un'epoca storica, divennero dei documenti fondamentali attraverso cui lo studioso avrebbe dovuto costruire le sue interpretazioni del passato.
La sua opera più celebre, Autunno del Medioevo, rimane ancora un classico intramontabile della storiografia nonché esso stesso un capolavoro della letteratura primo-novecentesca. Nel testo Huizinga analizza i vari ideali della vita e della cultura medievale (come ad esempio la cavalleria) e descrive argomenti teorici (come la percezione della decadenza, la paura della morte, lo spirito di violenza ed altro) che, leggendo la produzione letteraria del tempo, sembravano caratterizzare gli atteggiamenti, i modi di vivere e i modi di pensare degli uomini medievali. Il quadro che fuoriesce è quello di una vita umana «appassionata e violenta» che domina lo scenario di quei secoli.
Anche nelle indagini dello storico olandese, come in quelle di Burckhardt, la storia degli eventi - bellici o politici che fossero - viene estremamente marginalizzata per lasciar spazio ad una serie di significative individualità dell'epoca come il poeta picaresco François Villon, il predicatore popolare Oliver Maillard o il cronachista cortigiano Georges Chastellain.

## La nuova storia culturale

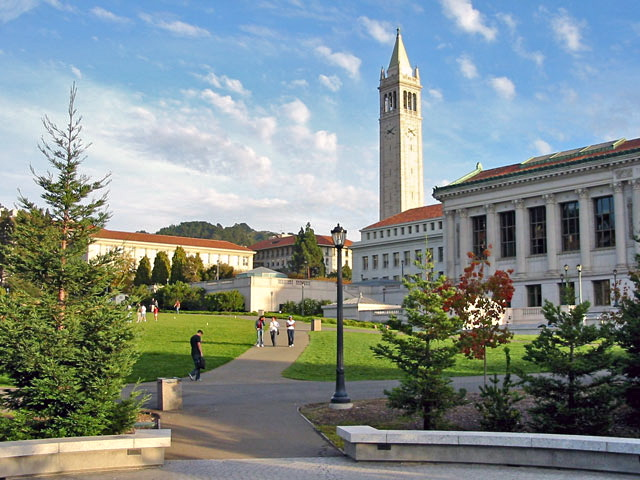
Università della California - Berkeley

Con il termine nuova storia culturale si intende un preciso filone di studi iniziato nella seconda metà del XX secolo che ha sviluppato e approfondito le innovazioni che gli storici culturali ottocenteschi e primo-novecenteschi avevano introdotto.
L'espressione «nuova storia culturale» (New Cultural History, da cui l'acronimo NCH) è entrata in uso alla fine degli anni ottanta. Era il titolo di un libro, destinato a grande notorietà, pubblicato nel 1989 dalla storica americana Lynn Hunt, che raccoglieva i contributi forniti da vari studiosi ad un incontro tenutosi due anni prima a Berkeley, presso l'Università della California, sul tema La storia della Francia: testi e cultura.
Questo settore di studio ha vissuto una crescita spedita a partire dagli anni settanta. Il numero degli storici che si sono dichiarati "culturalisti" è aumentato in maniera considerevole, sviluppandosi a spese di altre discipline storiche come la storia sociale e la storia economica. Tra il 1992 e il 2006 il numero di storici identificati nella categoria della storia sociale è diminuito del 60 per cento, mentre il numero di quanti si riconoscono nella cosiddetta storia culturale è aumentato del 78 per cento[1]. Nel 2008 è stata inoltre fondata ufficialmente la International Society for Cultural History, con lo scopo di coordinare a livello sovranazionale le molte ricerche nate in grembo a questa disciplina.

## Alcune opere di riferimento della nuova storia culturale

### George Mosse,La nazionalizzazione delle masse

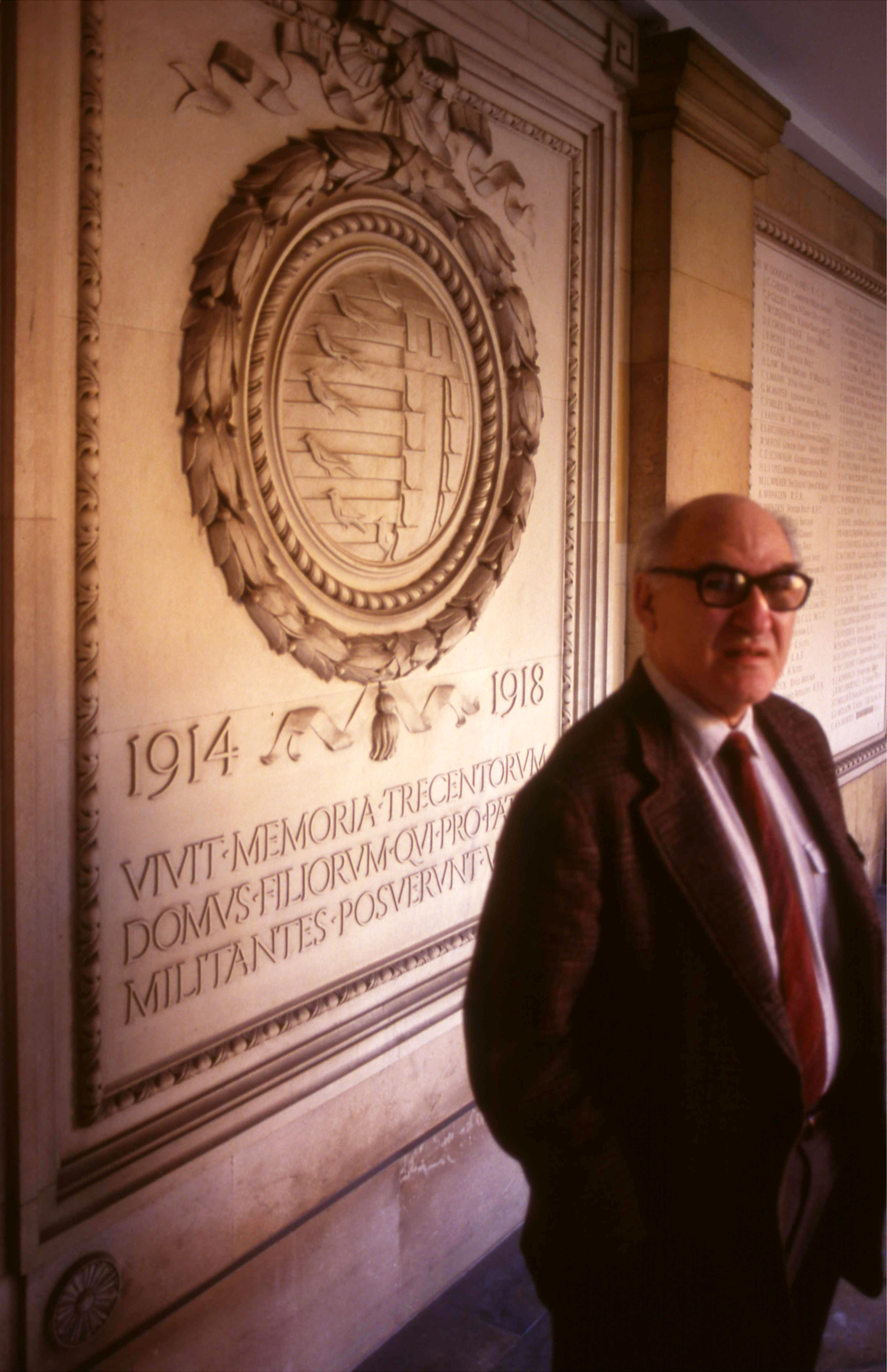
Lo storico tedesco George L. Mosse

Il presupposto su cui ogni storico culturale costruisce le sue ricerche è quello di non considerare la realtà che ci circonda come un qualcosa di naturalmente predefinito, ma di riconoscere all'immaginazione collettiva (ovvero alle immagini condivise da una comunità sociale), il potere performativo di far sì che le cose accadano.
Il libro di George Mosse, La nazionalizzazione delle masse. Simbolismo politico e movimenti di massa in Germania, pubblicato nel 1975, sviluppa l'idea che la nazione non debba esser considerata come una realtà storica predefinita, ma al contrario come un concetto politico e culturale che è stato creato e propagandato dall'alto verso il basso dai capi politici dei movimenti nazionali ottocenteschi.
Mosse rappresenta la nazione come un costrutto culturale e storico che scaturisce dal processo secolare di nazionalizzazione delle masse, ovvero dall'imponente fenomeno di pedagogia nazionalista sviluppato a partire dalla metà del XIX secolo.
Il processo di pedagogizzazione nazionale delle masse avvenne, secondo l'autore, facendo ricorso alle emozioni e alla fascinazione emotiva. Per far presa sui molti milioni di analfabeti che popolavano le città e le campagne europee ottocentesche, i leader politici e ideologici dei movimenti nazionalisti, concepirono il discorso nazional-patriottico come un discorso religioso in grado di mobilitare emotivamente la coscienza delle masse.
Questa nuova «religione laica», la nazione, istituì ovviamente una serie di pratiche di culto, nonché un vasto corredo di simbologie, allegorie e mitologie patriottiche che avrebbero dovuto incarnare la passata grandezza e il fecondo avvenire dello Stato-nazione.

### Benedict Anderson,Comunità immaginate. Origine e diffusione dei nazionalismi
Il saggio Comunità immaginate, pubblicato nel 1983 da Benedict Anderson, si pone sulla scia del lavoro di George Mosse. Anderson ribadisce la proposta di considerare la nazione non come un dato naturale, ma come un prodotto culturale e concettuale, un manufatto artificiale che è stato determinato dall'incessante produzione di simboli, tradizioni e memorie collettivamente condivise.
Il discorso nazionale e l'ideologia nazionalista non rappresentano, secondo Anderson, il pensiero prodotto da una determinata nazione e dai suoi abitanti, bensì sono questi stessi movimenti e ideali nazionali ad aver creato, attraverso l'evocazione di una serie di pratiche, valori e tradizioni condivise, quella comunità politica che prende il nome di nazione. La performatività del discorso nazionale determina la costruzione di quella moderna comunità chiamata Stato-nazione.
L'autore, fornendo un contributo fondamentale per quanto riguarda la ricerca sul nazionalismo moderno, si pone l'obiettivo di rintracciare le radici della “cultura del nazionalismo” e della stessa comunità nazionale, non tanto nella teoria e nella prassi politica e parlamentare, quanto negli atteggiamenti e nelle pratiche condivise dagli abitanti di tale comunità.

### Georges Duby,I tre ordini: la società feudale immaginaria
Il saggio pubblicato nel 1978 dallo storico francese Georges Duby propone una ricerca sulle circostanze storiche che produssero nella mentalità delle popolazioni medievali la famosa immagine della società divisa nei tre stati: coloro che pregano, coloro che combattono e coloro che lavorano, ovvero clero, nobiltà e terzo stato.
Nonostante Duby abbia condiviso gran parte della sua ricerca con gli storici sociali francesi che facevano riferimento alla rivista Annales, egli ha ugualmente mostrato di non accettare completamente la riduzione proposta dalla storia sociale di considerare la cultura come un semplice riflesso di fattori socioeconomici. Anche la tripartizione della popolazione medievale in oratores, bellatores e laboratores non è, secondo Duby, una mera conseguenza delle dinamiche economiche della società feudale. Al contrario lo studio di questa suddivisione sociale deve considerare anche una serie di fattori culturali che determinarono la rappresentazione e la proiezione mentale che questo ordine sociale ebbe nell'immaginario delle genti.

### La microstoria

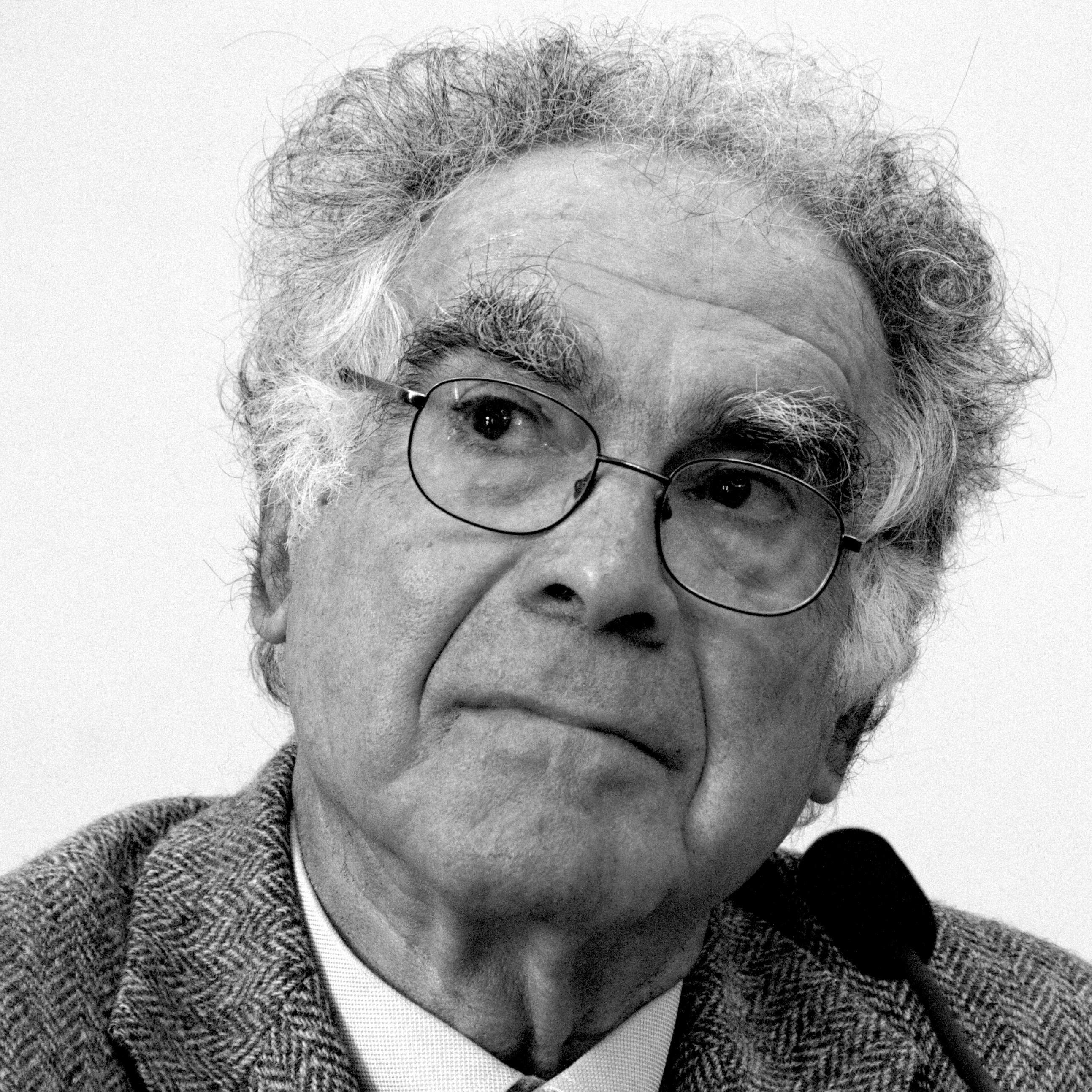
Carlo Ginzburg

Un impulso fondamentale alla crescita della nuova storia culturale è stato dato dal lavoro di alcuni ricercatori italiani, Carlo Ginzburg, Giovanni Levi e Edoardo Grendi che intorno agli anni settanta hanno dato vita al filone di studio della cosiddetta microstoria. Questo indirizzo storiografico ha proposto la revisione dei metodi quantitativi della storia economica per liberarsi dal determinismo che caratterizzava le ricerche storiche di natura socioeconomica. L'obiettivo è stato quello di mettere a fuoco gli individui e le singole personalità storiche, le cui caratteristiche avrebbero permesso di ricostruire le mappe mentali, i costumi e gli atteggiamenti degli uomini del passato.
La microstoria ha voluto distanziarsi dalla cosiddetta «grande narrazione» del progresso occidentale. Questo significa rifiutare l'immagine di una civiltà che, dall'antica Grecia al Cristianesimo, fino all'Illuminismo ed alla rivoluzione industriale, è stata descritta nei termini di un grande percorso di costante progresso e sviluppo. Nelle pieghe di questo percorso trionfalistico - questa è stata la critica mossa dai microstorici - sono stati dimenticati i contributi di molte culture minori, di gruppi umani e singolarità di vario genere che non hanno partecipato in modo diretto ai grandi eventi storici sopra elencati.
A partire dagli anni Settanta sono comparse centinaia di ricerche microstoriche, ma indubbiamente il più importante riferimento bibliografico è Il formaggio e i vermi scritto e pubblicato nel 1976 da Carlo Ginzburg.

### Robert Darnton,Il grande massacro dei gatti
Il grande massacro dei gatti è stato pubblicato nel 1984 dallo storico statunitense Robert Darnton. Esso è stato prodotto raccogliendo gli interventi scaturiti da un seminario di studi che Darnton tenne all'Università di Princeton insieme all'antropologo Clifford Geertz.
Il titolo del libro rimanda ad un episodio apparentemente insignificante, che ebbe luogo, secondo i documenti del tempo, in una stamperia parigina nella prima metà del Settecento. Esasperati dal miagolare lamentoso dei gatti del quartiere che impedivano loro di dormire, alcuni apprendisti che lavoravano nella stamperia organizzarono una battuta di caccia contro i felini. Una volta catturati i gatti, gli apprendisti li sottoposero a una sorta di processo parodico prima di giustiziarli mediante una vera e propria impiccagione. Il fatto scatenò tra gli organizzatori uno scatto di gioia, di divertimento e di riso irrefrenabile (almeno così viene ricordato l'episodio da uno degli apprendisti alcuni anni dopo, quando scrisse le memorie della sua vita).
Darnton inizia la sua ricerca proprio partendo dalle risate fragorose degli apprendisti, sostenendo che «la nostra incapacità di afferrare lo scherzo indica la distanza che ci separa dagli operai dell'Europa preindustriale». Darnton argomenta la sua analisi con considerazioni di vario genere che spaziano dal tema dei gatti all'analisi delle relazioni sul lavoro, ai rituali popolari fino alla percezione che in generale la gente del '700 aveva della violenza.
L'episodio del massacro felino secondo Darnton deve servire come esempio che rappresenti la distanza culturale e morale che ci separa dagli uomini della Francia settecentesca.
L'opera di Darnton, tralasciando le analisi dei fattori economici e sociali, si fondava al contrario sulla capacità ermeneutica dell'autore di costruire una teoria partendo dall'interpretazione di significati che le cosiddette fonti storiche “minori” possono offrire.

## Collegamenti interdisciplinari (sociologia, storia dell'arte, antropologia e storia culturale)
La storia culturale non è mai stata esclusivo monopolio degli storici. Essa è nata e cresciuta come materia multidisciplinare e interdisciplinare riuscendo a coniugare diverse prospettive e varie tipologie di fonti.
Per quanto riguarda la ricerca accademica, le discipline che si sono mostrate maggiormente vicine alla storia culturale sono la sociologia, la storia dell'arte, la geografia culturale e l'antropologia culturale.
I sociologi si sono sempre occupati di cultura. La cultura popolare, la cultura di massa e vari generi di sottoculture, rappresentano delle tematiche tipiche della sociologia. Alcune tra le opere più significative prodotte dalla sociologia novecentesca come L'etica protestante e lo spirito del capitalismo (1904) di Max Weber o Il processo di civilizzazione (1939) di Norbert Elias, rappresentano contemporaneamente dei saggi di alto livello sociologico e storiografico.
Qualcosa del genere può esser detto anche per la storia dell’arte. Negli ultimi decenni del '900 la storia dell'arte è stata definita come una forma di storia culturale, e contemporaneamente molti storici culturali hanno iniziato ad usare le fonti iconografiche per costruire le loro ricerche.
L'antropologia culturale è sicuramente la disciplina che mostra maggiori affinità con la storia culturale. L'incontro tra queste due materie ha prodotto una serie di novità estremamente significative per la storiografia.
L'antropologo che ha influenzato il maggior numero di storici delle ultime generazioni è stato l'americano Clifford Geertz, la cui «teoria interpretativa della cultura», come la definiva lui stesso, ha introdotto dei concetti fondamentali all'interno dei cultural studies. «La cultura è una struttura di significato trasmessa storicamente – ha detto Geertz – e incarnata in simboli. Un sistema di concezioni ereditate ed espresse in forme simboliche, per mezzo di cui gli uomini comunicano, perpetuano e sviluppano la loro conoscenza e i loro atteggiamenti verso la vita».

## La critica nei confronti della storia economica e sociale
A partire dalla metà del XX secolo, la storia culturale ha portato avanti una serrata critica contro alcuni principi fondamentali delle altre discipline storiche. Ad esser oggetto di questa revisione critica sono stati soprattutto i metodi di studio della storia sociale e della storia economica.
La storia socioeconomica si caratterizza per la priorità assoluta che viene affidata allo studio dell'economia e ai riflessi che essa provoca nelle strutture sociali di una determinata civiltà del passato. Nel corso dell'Ottocento il panorama della storiografia occidentale è stato di fatto egemonizzato dalla storia sociale ed economica. Storici di varia estrazione intellettuale (dagli illuministi settecenteschi, fino ai marxisti ed ai positivisti del XIX secolo) sostenevano l'importanza prioritaria di studiare le strutture economiche e sociali per comprendere un determinato periodo storico.
Karl Marx sintetizzò questo primato dell'economia attraverso il concetto di struttura e sovrastruttura. La cultura finiva nella posizione subalterna: la sovrastruttura. Essa venne rappresentata come un prodotto della struttura economica e dei modi di produzione di una determinata civiltà. Ne conseguiva l'assunto per cui ogni espressione culturale, politica e religiosa del passato o del presente era fortemente condizionata dai fattori socioeconomici.

### La "proposta" della storia culturale e i suoi limiti
Queste furono le teorie oggetto di critica da parte degli studiosi che aderirono ai cosiddetti cultural studies nel corso del ‘900. I fattori socioeconomici non vennero più considerati come l'oggetto che plasma la cultura, il linguaggio e i costumi degli individui attraverso un rapporto di causalità diretta. Al contrario le categorie sociali di appartenenza, secondo le teorie culturali, divengono reali soltanto in relazione alla rappresentazione linguistica e culturale che esse hanno sulle persone.
La cultura diviene quindi ciò che determina una classe sociale, uno status economico o una categoria identitaria di appartenenza. Essere donna, essere nero od essere proletario non significa possedere una serie di fattori genetici, razziali o socioeconomici: significa al contrario condividere un insieme di idee, comportamenti e valori (in una parola possiamo dire condividere una “cultura” di appartenenza).
Lo storico francese Roger Chartier nel 1982 spiegò la natura di questo mutamento con le seguenti parole: «la relazione stabilita non è una relazione di dipendenza delle strutture mentali dalle loro determinanti materiali. Sono le rappresentazioni stesse del mondo sociale ed essere i costituenti della realtà sociale».
Gli storici economici e sociali hanno guardato con preoccupazione la crescita della storia culturale, criticandola per aver diffuso metodi vaghi e teorie imprecise o non facilmente dimostrabili. Eric Hobsbawm alle soglie del XXI secolo descriveva la sua reazione di fastidio alla svolta culturale con queste parole: «quando i pensatori francesi si spostarono progressivamente sul terreno del "postmodernismo", io li giudicai poco interessanti, incomprensibili e, in ogni caso, di scarsa utilità per gli storici».
L'aspetto che caratterizza la proposta della storia culturale consiste nell'interpretazione dei significati (ciò che in filosofia prende il nome di ermeneutica). Gli storici culturali costruiscono le loro ricerche tentando di decodificare i segni e i simboli offerti dalle fonti del passato. Se le altre discipline storiche ricercano leggi e dati oggettivi mediante metodi quantitativi, la storia culturale si indirizza invece verso la ricerca del significato. Una metodologia di indagine di natura “logico-significativa” è stata così affiancata alla tradizionale ricerca “causale-funzionale”.

## Metodologie di ricerca e uso delle fonti
La grande crescita vissuta dalla storia culturale negli ultimi decenni non ha corrisposto ad una standardizzazione dei metodi e delle tematiche adoperate. Vari studiosi che fanno riferimento alla storia culturale lamentano infatti una mancanza di uniformità all'interno della materia. Dall'esterno gli studiosi appartenenti ad altre discipline storiche (come la storia sociale ed economica) accusano invece la storia culturale di non essere sufficientemente scientifica e rigorosa nella dimostrazione delle teorie da essa proposte. I testi, ad esempio, non vengono letti per il loro contenuto specifico ma attraverso un metalivello di analisi che ad essi viene associato (lo spirito del tempo, la struttura, la mentalità e simili) senza mai essere giustificato, il che distorce il dato storico e a volte risulta in una vera e propria "confirmation bias".
Gli stessi pionieri della materia – da Burckhardt a Huizinga – sono stati criticati per aver compiuto lavori eccessivamente generalistici, basati su aneddoti E miranti ad impressionare il lettore. Jacob Burckhardt era solito definire il proprio metodo di ricerca come intuitivo se non addirittura istintivo, mentre Johan Huizinga è stato criticato per aver usato in modo ripetitivo un numero ristretto di testi letterari di riferimento. I suoi critici sostengono che, adottando una diversa selezione di autori, anche il quadro complessivo dell'epoca sarebbe potuto cambiare rispetto all'immagine offerta dallo storico olandese.
Secondo i critici, lo storico culturale dovrebbe, per quanto possibile, sottrarsi alla tentazione di considerare testi e immagini di un'epoca come riflessi indiscutibili di un periodo storico, cercando semmai di comparare il materiale a disposizione con una gamma quanto più vasta possibile di opere di riferimento.
Un tentativo di imprimere rigore e oggettività metodologica è stato introdotto attraverso la cosiddetta «storia seriale». Essa consiste nell'analisi di una serie di fonti documentarie disposte in ordine cronologico.
In molti settori della storia culturale questo approccio seriale ai testi risulta appropriato ed è stato in molti casi usato con successo per analizzare carte, pamphlet politici, testamenti, etc. Il procedimento prevede la scelta di una serie di libri o di documenti di un preciso periodo storico che vengono ordinati per argomento e cronologicamente. In questo modo la comparazione seriale dovrebbe evidenziare una serie di caratteristiche peculiari dei documenti e la loro variazione da anno ad anno.
Leggermente più complesso è il metodo dell'«analisi dei contenuti», una procedura nata nelle scuole giornalistiche statunitensi del primo '900 e usata recentemente nell'ambito della storia culturale. Essa consiste nell'adozione di un testo o di un corpo di testi di un periodo storico e nella rilevazione della frequenza con cui vi compaiono riferimenti ad uno o più temi considerati. Lo studioso può anche compiere analisi di covarianza, ossia associare trasversalmente alcune tematiche con altre.
Per capire come funziona questo metodo possiamo descrivere la ricerca fatta negli anni '70 da un gruppo di storici di Saint-Cloud. Costoro, volendo studiare la Rivoluzione francese, compilarono un elenco dei temi maggiormente ricorrenti nei testi di alcuni autori rappresentativi come Rousseau, Robespierre e altri. La ricerca ha dimostrato che la parola maggiormente presente nel Contratto sociale di Rousseau era loi (legge), mentre nei testi di Robespierre era peuple (popolo) che il rivoluzionario giacobino tendeva ad associare ai concetti di droits (diritti) e di souveraineté (sovranità).
Questi tipi di ricerche rischiano tuttavia di dimostrarsi puramente descrittive. L'analisi dei contenuti può rivelarsi infatti improduttiva se non si dispone di una tesi preesistente da dover verificare.

## Storici culturali e intellettuali di riferimento
- Anderson Benedict
- Banti Alberto Mario
- Burckhardt Jacob
- Burke Peter
- Chartier Roger
- Partha Chatterjee
- Darnton Robert
- De Certeau Michel
- Didi-Huberman Georges
- Duby Georges
- Elias Norbert
- Foucault Michel
- Ginzburg Carlo
- Gombrich Ernst
- Gothein Eberhard
- Huizinga Johan
- Hunt Lynn
- Levi Giovanni
- Mosse George
- Panofsky Erwin
- Said Edward
- Vogt Matthias Theodor
- Warburg Aby
- White Hayden
- Yates Francis